# Democràcia Socialista
Democràcia Socialista va ser un partit polític espanyol fundat el 1990 per Ricardo García Damborenea, exsecretari general del PSOE a Biscaia i capdavanter que corrent intern Democràcia Socialista. García Damborenea va fundar el seu nou partit després de ser expulsat del PSOE per les seves crítiques a la direcció i veure rebutjada l'opció que Democràcia Socialista pogués constituir-se com corrent intern al PSOE.

## Eleccions
- Eleccions al Parlament d'Andalusia de 1990: 14.495 vots (0,53%).
- Eleccions al Parlament Basc de 1990: 5.023 vots (0,49%).
- Eleccions a les Corts Valencianes de 1991: 5.207 vots (0,3%).
- Eleccions municipals de 1991: 8.747 vots (0,05%). 4 regidors.